# Huta Górna
Huta Górna (kaszb. Gòrnô Hëta) – wieś w Polsce położona w województwie pomorskim, w powiecie gdańskim, w gminie Przywidz. Wieś jest częścią składową sołectwa Huta Dolna.
W latach 1975–1998 miejscowość administracyjnie należała do województwa gdańskiego.
Inne miejscowości o nazwie Huta: Huta, Nowa Huta, Stara Huta